# (58573) Serpieri
(58573) Serpieri  es un asteroide perteneciente al cinturón de asteroides, descubierto el 9 de septiembre de 1997 por Vittorio Goretti desde el Observatorio de Pianoro, en Italia.

## Designación y nombre
Serpieri se designó inicialmente como 1997 RD7.
Más adelante fue nombrado en honor al economista agrícola italiano Arrigo Serpieri (1877-1960).

## Características orbitales
Serpieri orbita a una distancia media del Sol de 2,3581 ua, pudiendo acercarse hasta 1,7356 ua y alejarse hasta 2,9805 ua. Tiene una excentricidad de 0,2639 y una inclinación orbital de 0,9544° grados. Emplea en completar una órbita alrededor del Sol 1322 días.

## Características físicas
Su magnitud absoluta es 16,5.